# Midden-Groningen
Midden-Groningen é um município dos Países Baixos, situado na província de Groninga. Tem 295,77 km² de área e sua população em 2020 foi estimada em 60.720 habitantes.